# Secret Honor
Pour plus de détails, voir Fiche technique et Distribution.
Secret Honor est un film américain réalisé par Robert Altman et sorti en 1984.

## Synopsis
Le film s'efforce de percer la personnalité de Richard Nixon, sa vie, son attitude et son comportement.

## Fiche technique
- Sous titre : The Last Testament of Richard M. Nixon[2]
- Réalisation : Robert Altman
- Scénario : Donald Freed (en), Arnold M. Stone
- Production : Robert Altman
- Photographie : Pierre Mignot
- Musique : George Burt
- Montage : Juliet Weber
- Durée : 90 min
- Date de sortie: 15 septembre 1984

## Distribution
- Philip Baker Hall : Richard Nixon

## Article annexe
- Richard Nixon dans les arts et la culture